# Penn Hills
Penn Hills è una township degli Stati Uniti d'America, nella contea di Allegheny nello Stato della Pennsylvania. Secondo il censimento del 2000 la popolazione è di 46.809 abitanti.

## Storia
nel corso dei tempi il nome di questa township è cambiata numerose volte, inizialmente (dal 1788, data in cui fu formata la contea di Allegheny), era parte della città di Pitt. Venne separata, dal 16 gennaio 1850, grazie all'iniziativa Robert Logan, Thomas Davison e Daniel Bieber. Il primo nome fu Adams, cambiato a partire dall'agosto 1850 in McNair, e prima di prendere il nome definitivo venne denominata soltanto Penn.

## Società

### Evoluzione demografica
La composizione etnica vede una prevalenza della razza bianca (73,58%) seguita da quella afroamericana (24,24%), dati del 2000.
| township di Penn Hills Popolazione |        |
| 2000                               | 46.809 |
| Stima al 01-07-07                  | 44.162 |